# Giorgio Guglielmo di Brunswick-Lüneburg
Giorgio Guglielmo di Brunswick-Lüneburg (Wulften am Harz, 26 gennaio 1624 – Wienhausen, 28 agosto 1705) fu duca di Brunswick-Lüneburg.
Governò dapprima su Calenberg, fino alla suddivisione del ducato, e poi sul principato di Lüneburg.

## Biografia
Giorgio Guglielmo era il secondo figlio di Giorgio di Brunswick-Lüneburg. Nel 1648 ricevette Calenberg dal fratello maggiore, Cristiano Luigi quando quest'ultimo ereditò Lüneburg. Alla morte di Cristiano Luigi nel 1665, Giorgio Guglielmo ereditò Lüneburg e cedette Calenberg al fratello minore, Giovanni Federico.
Giorgio Guglielmo non si sposò mai, ma il suo desiderio di migliorare lo status della propria amante, la contessa Eleonora di Wilhelmsburg (sposata nel 1676), e della loro figlia, Sofia Dorotea, allarmò notevolmente la famiglia, che auspicava una riunificazione sotto un solo sovrano dei territori di Lüneburg. Ad ogni modo, nel 1682 le difficoltà create dalla relazione di Giorgio Guglielmo vennero meno col matrimonio della figlia con il nipote, Giorgio Luigi (successivamente re d'Inghilterra con il nome di Giorgio I), figlio del fratello minore di Giorgio Guglielmo, il duca Ernesto Augusto, che divenne principe-elettore nel 1692.

## Discendenza
Giorgio Guglielmo ed Éléonore ebbero una figlia:
- Sofia Dorotea (1666-1726), moglie di Giorgio I di Gran Bretagna.

## Ascendenza
|                                            |                             |                                 | Genitori                          |  |  | Nonni |  |  | Bisnonni                        |  |  | Trisnonni                    |  |
|                                            |                             |                                 |                                   |  |  |       |  |  | Ernesto I di Brunswick-Lüneburg |  |  | Enrico di Brunswick-Lüneburg |  |
|                                            |                             |                                 |                                   |  |  |       |  |  | Ernesto I di Brunswick-Lüneburg |  |  | Enrico di Brunswick-Lüneburg |  |
|                                            |                             | Anna di Nassau                  |                                   |  |  |       |  |  | Ernesto I di Brunswick-Lüneburg |  |  |                              |  |
| Guglielmo il Giovane di Brunswick-Lüneburg |                             |                                 |                                   |  |  |       |  |  | Ernesto I di Brunswick-Lüneburg |  |  |                              |  |
|                                            |                             | Sofia di Meclemburgo-Schwerin   | Enrico V di Meclemburgo-Schwerin  |  |  |       |  |  |                                 |  |  |                              |  |
|                                            |                             | Sofia di Meclemburgo-Schwerin   | Enrico V di Meclemburgo-Schwerin  |  |  |       |  |  |                                 |  |  |                              |  |
|                                            |                             | Sofia di Meclemburgo-Schwerin   | Ursula del Brandeburgo            |  |  |       |  |  |                                 |  |  |                              |  |
| Giorgio di Brunswick-Lüneburg              |                             | Sofia di Meclemburgo-Schwerin   |                                   |  |  |       |  |  |                                 |  |  |                              |  |
|                                            |                             | Cristiano III di Danimarca      | Federico I di Danimarca           |  |  |       |  |  |                                 |  |  |                              |  |
|                                            |                             | Cristiano III di Danimarca      | Federico I di Danimarca           |  |  |       |  |  |                                 |  |  |                              |  |
|                                            |                             | Cristiano III di Danimarca      | Anna del Brandeburgo              |  |  |       |  |  |                                 |  |  |                              |  |
| Dorothea di Danimarca                      |                             | Cristiano III di Danimarca      |                                   |  |  |       |  |  |                                 |  |  |                              |  |
|                                            |                             | Dorotea di Sassonia-Lauenburg   | Magnus I di Sassonia-Lauenburg    |  |  |       |  |  |                                 |  |  |                              |  |
|                                            |                             | Dorotea di Sassonia-Lauenburg   | Magnus I di Sassonia-Lauenburg    |  |  |       |  |  |                                 |  |  |                              |  |
|                                            |                             | Dorotea di Sassonia-Lauenburg   | Caterina di Braunschweig-Lüneburg |  |  |       |  |  |                                 |  |  |                              |  |
| Giorgio Guglielmo di Brunswick-Lüneburg    |                             | Dorotea di Sassonia-Lauenburg   |                                   |  |  |       |  |  |                                 |  |  |                              |  |
|                                            | Giorgio I d'Assia-Darmstadt | Filippo I d'Assia               |                                   |  |  |       |  |  |                                 |  |  |                              |  |
|                                            | Giorgio I d'Assia-Darmstadt | Filippo I d'Assia               |                                   |  |  |       |  |  |                                 |  |  |                              |  |
|                                            | Giorgio I d'Assia-Darmstadt | Caterina di Sassonia            |                                   |  |  |       |  |  |                                 |  |  |                              |  |
| Luigi V d'Assia-Darmstadt                  | Giorgio I d'Assia-Darmstadt |                                 |                                   |  |  |       |  |  |                                 |  |  |                              |  |
|                                            |                             | Maddalena di Lippe              | Bernardo VIII di Lippe            |  |  |       |  |  |                                 |  |  |                              |  |
|                                            |                             | Maddalena di Lippe              | Bernardo VIII di Lippe            |  |  |       |  |  |                                 |  |  |                              |  |
|                                            |                             | Maddalena di Lippe              | Caterina di Waldeck-Eisenberg     |  |  |       |  |  |                                 |  |  |                              |  |
| Anna Eleonora di Assia-Darmstadt           |                             | Maddalena di Lippe              |                                   |  |  |       |  |  |                                 |  |  |                              |  |
|                                            |                             | Giovanni Giorgio di Brandeburgo | Gioacchino II di Brandeburgo      |  |  |       |  |  |                                 |  |  |                              |  |
|                                            |                             | Giovanni Giorgio di Brandeburgo | Gioacchino II di Brandeburgo      |  |  |       |  |  |                                 |  |  |                              |  |
|                                            |                             | Giovanni Giorgio di Brandeburgo | Maddalena di Sassonia             |  |  |       |  |  |                                 |  |  |                              |  |
| Maddalena di Brandeburgo                   |                             | Giovanni Giorgio di Brandeburgo |                                   |  |  |       |  |  |                                 |  |  |                              |  |
|                                            |                             | Elisabetta di Anhalt-Zerbst     | Gioacchino Ernesto di Anhalt      |  |  |       |  |  |                                 |  |  |                              |  |
|                                            |                             | Elisabetta di Anhalt-Zerbst     | Gioacchino Ernesto di Anhalt      |  |  |       |  |  |                                 |  |  |                              |  |
|                                            |                             | Elisabetta di Anhalt-Zerbst     | Agnese di Barby                   |  |  |       |  |  |                                 |  |  |                              |  |
|                                            |                             | Elisabetta di Anhalt-Zerbst     |                                   |  |  |       |  |  |                                 |  |  |                              |  |